# Lake Shore (Minnesota)
Lake Shore és una població dels Estats Units a l'estat de Minnesota. Segons el cens del 2000 tenia 966 habitants.

## Demografia
Segons el cens del 2000, Lake Shore tenia 966 habitants, 436 habitatges, i 327 famílies. La densitat de població era de 29,2 habitants per km².
Dels 436 habitatges en un 18,3% hi vivien nens de menys de 18 anys, en un 70% hi vivien parelles casades, en un 3% dones solteres, i en un 25% no eren unitats familiars. En el 20,6% dels habitatges hi vivien persones soles el 7,1% de les quals corresponia a persones de 65 anys o més que vivien soles. El nombre mitjà de persones vivint en cada habitatge era de 2,22 i el nombre mitjà de persones que vivien en cada família era de 2,54.
Per edats la població es repartia de la següent manera: un 16,4% tenia menys de 18 anys, un 3,5% entre 18 i 24, un 22,9% entre 25 i 44, un 37,6% de 45 a 60 i un 19,7% 65 anys o més.
L'edat mediana era de 49 anys. Per cada 100 dones de 18 o més anys hi havia 114,3 homes.
La renda mediana per habitatge era de 51.500 $ i la renda mediana per família de 56.563 $. Els homes tenien una renda mediana de 41.319 $ mentre que les dones 24.688 $. La renda per capita de la població era de 33.387 $. Entorn del 2,5% de les famílies i el 4,5% de la població estaven per davall del llindar de pobresa.

## Poblacions més properes
El següent diagrama mostra les poblacions més properes.